# Mein Teil
Mein Teil è un singolo del gruppo musicale tedesco Rammstein, pubblicato il 26 luglio 2004 come primo estratto dal quarto album in studio Reise, Reise.
Il brano ricevette una candidatura ai Grammy Awards 2005 nella categoria Best Metal Performance.

## Descrizione
Il testo è ispirato ad un episodio di cannibalismo avvenuto nel 2001 a Rotenburg. Armin Meiwes tagliò il pene a Bernd Jürgen Brandes e, dopo averlo cucinato, lo mangiò. In seguito Meiwes uccise Brandes e mangiò ciò che ne restava. Meiwes è stato condannato all'ergastolo (inizialmente fu condannato a otto anni per suicidio assistito in quanto la vittima era consenziente).

## Video musicale
Nel video vengono mostrati il cantante Till Lindemann nell'atto di compiere un rapporto orale con un angelo, il batterista Christoph Schneider vestito da donna, il bassista Oliver Riedel accasciarsi agonizzante per terra seminudo e ricoperto di bianco, al pari del chitarrista Paul Landers, il tastierista Christian Lorenz improvvisare un balletto e infine il chitarrista Richard Kruspe scontrarsi contro un suo clone.
A causa del contenuto, il video venne fortemente criticato in Germania.

## Tracce
CD (Germania)
1. Mein Teil – 4:23
2. Mein Teil (You Are What You Eat Edit // Remix by Pet Shop Boys) – 4:07

CD maxi (Australia, Canada, Germania, Russia)
1. Mein Teil – 4:23
2. Mein Teil (You Are What You Eat Edit // Remix by Pet Shop Boys) – 4:07
3. Mein Teil (The Return to New York Buffet Mix // Remix by Arthur Baker) – 7:22
4. Mein Teil (There Are No Guitars on This Mix // Remix by Pet Shop Boys) – 7:20
5. Mein Teil (Video) – 4:24 – presente nelle edizioni australiana e ucraina

12" (Germania)
- Lato A

1. Mein Teil (You Are What You Eat Mix // Remix by Pet Shop Boys) – 6:45

- Lato B

1. Mein Teil (You Are What You Eat Instrumental Mix // Remix by Pet Shop Boys) – 7:00

- Lato C

1. Mein Teil (The Return to New York Buffet Mix // Remix by Arthur Baker) – 7:22

- Lato D

1. Mein Teil (The Return to New York Buffet Instrumental Mix // Remix by Arthur Baker) – 7:23

## Formazione
Gruppo
- Christoph Doom Schneider – batteria
- Doktor Christian Lorenz – tastiera
- Till Lindemann – voce
- Paul Landers – chitarra
- Richard Z. Kruspe-Bernstein – chitarra
- Oliver Riedel – basso

Altri musicisti
- Sven Helbig – arrangiamento del coro
- Dresdner Kammerchoir – coro
- Andreas Pabst – direzione del coro

Produzione
- Jacob Hellner – produzione
- Rammstein – produzione
- Ulf Kruckenberg – ingegneria del suono
- Florian Ammon – programmazione Logic e Pro Tools
- Stefan Glaumann – missaggio
- Howie Weinberg – mastering
- Michael Schubert – ingegneria coro